# Niongnongo
 (janvier 2024).
Ne doit pas être confondu avec Nioniogo.
Niongnongo est une commune rurale située dans le département de Gomponsom de la province du Passoré dans la région Nord au Burkina Faso.

## Géographie
Niongnongo se situe à 7 km au sud-est du centre de Gomponsom, le chef-lieu départemental, et à environ 20 km à l'est de Yako et de la route nationale 2. La commune est traversée par la route régionale 20 reliant Yako à Kaya. 
On y trouve les familles Kougwindiga, Compaoré, des Kouda mais aussi des Sankara, Zida, installées après la mise en place du barrage Oumarou Kanazoe et le déguerpissement de ses riverains.

## Histoire
La grande famille Kougwindiga fut la première à s'y installer en provenance de Loumbila. La famille Compaoré est venue de Rissiam. Les Kouda sont venus de Tibili, les Sankara de Toessin, et les Zida de Messemnoogo. 
La jeunesse de Niongnongo est aussi connue pour son amour  de la musique traditionnelle. Elle a à son compteur les troupes Faongo, Kabreguelenga, et le Liwaaga. La troupe Kabreguelenga denommée Zemstaaba fut lauréate de la Semaine Nationale de la Culture (SNC) Koudougou-Réo 1998.
Trois grandes religions sont pratiquées à Niongnongo : la Religion Traditionnelle, l'Islam, et le Protestantisme répresenté par les Assemblées de Dieu et la Mission d'Evangélisation Chrétienne Internationale dont le fondateur est un  fils du village basé à Ouagadougou, Pasteur Siméon N'Kougwindiga.

## Économie
Les habitants pratiquent la culture vivrière, l'élevage et le maraichage. Le village est connu depuis des décennies par la culture des ignames appelés gnougna.

## Santé et éducation
Niongnongo accueille un centre de santé et de promotion sociale (CSPS) tandis que le centre médical avec antenne chirurgicale (CMA) de la province se trouve à Yako.
La commune possède une école primaire publique de six classes.